# Distractions
Distractions is een ep en de derde uitgave van de Amerikaanse punkband The Loved Ones. De ep bevat drie originele nummers en drie covers. Deze zijn "Johnny 99" van Bruce Springsteen, "Lovers Town Revisited" van Billy Bragg, en "Coma Girl" van Joe Strummer en The Mescaleros. De nummers "Spy Diddley" en "Lovers Town Revisited" zijn opgenomen tijdens de opnamesessies voor het voorgaande album Keep Your Heart uit 2006.

## Nummers
1. "Distracted" - 3:15
2. "Last Call" - 3:06
3. "Spy Diddley" - 2:03
4. "Johnny 99" - 2:43
5. "Lovers Town Revisited" - 1:18
6. "Coma Girl" - 3:22

## Muzikanten
Band
- Dave Hause - zang, gitaar
- Chris Gonzalez - basgitaar, zang, gitaar
- Mike Sneeringer - drums
- David Walsh - gitaar

Aanvullende muzikanten
- Michael "Spider" Cotterman - basgitaar (tracks 3 en 5)
- Franz Nicolay - orgel, piano